# Eugen von Friedenfels
Eugen Drotleff von Friedenfels, ab 1854 Freiherr Drotleff von Friedenfels (* 23. Dezember 1819 in Hermannstadt; † 31. Jänner 1885 in Wien), war ein siebenbürgischer Verwaltungsbeamter und Historiker.

## Leben
Friedenfels verlor seinen Vater, einen Beamten, im zweiten Lebensjahr. Der spätere Geheimrat Joseph Bedeus Freiherr von Scharberg wurde sein Stiefvater und Erzieher. 1827 kam er nach Wien. Dort besuchte er bis 1837 das Gymnasium. Anschließend ging er an die Universität Klausenburg, an der er ein Studium der Rechtswissenschaft absolvierte. 1839 wurde er Beamter beim Gubernium Siebenbürgens. 1844 wechselte er als Konzeptsbeamter an die königlich-siebenbürgische Hofkanzlei und wurde 1848 für seine Heimat Abgeordneter beim Ungarischen Landtag. 
Friedenfels wurde später Statthaltereirat in Ödenburg sowie danach zum Hofrat bei der Statthalterei in Großwardein und Ofen ernannt. Am Ende seiner Laufbahn war er im Innenministerium eingesetzt und Ministerialrat. Zeitweilig war er Leiter der Presseabteilung. 1854 wurde er in den Freiherrenstand erhoben und 1864 durch den Kaiser mit dem Österreichisch-kaiserlichen Leopold-Orden ausgezeichnet. 1867 trat er in den Ruhestand.
Er stand in freundschaftlicher Verbindung mit dem Staatsmann Karl Ludwig Czekelius Freiherr von Rosenfeld.

## Werke  (Auswahl)
Friedenfels schrieb diverse Beiträge zur Allgemeinen Deutschen Biographie. 
- Beiträge zur Geschichte der Gräfen von Burchperg in Siebenbürgen, Pichler, Wien 1851.
- Zum Leben des Bürgermeisters von Hermannstadt Georg Hecht, Pichler, Wien 1853.
- Joseph Bedeus von Scharberg. Beiträge zur Zeitgeschichte Siebenbürgens im 19. Jahrhundert. 2 Bände, Braumüller, Wien 1876–1877.